# Đại hội Thể thao châu Á 1990
Đại hội Thể thao châu Á 1990, còn được gọi là Asiad XI, Đại hội Thể thao châu Á lần thứ 11 (第十一届亚洲运动会) hay đơn giản là Bắc Kinh 1990 (北京1990), diễn ra từ ngày 22 tháng 9 đến ngày 7 tháng 10 năm 1990 tại Bắc Kinh, Trung Quốc. Đây là kỳ Á vận hội đầu tiên được fổ chức tại Trung Quốc.
Cùng với Đại hội Thể thao Đông Á 1993, sự kiện này được xem là bước đệm cho sự phát triển thể thao của Trung Quốc, trước khi Bắc Kinh tiếp tục nỗ lực đăng cai Thế vận hội Mùa hè 2000 (nhưng thất bại trước Sydney), và sau đó giành quyền đăng cai Đại hội Thể thao Sinh viên Mùa hè 2001, Thế vận hội Mùa hè 2008 và Thế vận hội Mùa đông 2022.
Trung Quốc đã thống trị kỳ đại hội này khi giành được 60% số huy chương vàng và 34% tổng số huy chương. Họ cũng lập kỷ lục mới khi trở thành quốc gia đầu tiên trong lịch sử Á vận hội vượt mốc 100 huy chương vàng và 300 huy chương tổng cộng chỉ trong một kỳ đại hội.
Đây cũng là lần đầu tiên Đài Loan tham dự Á vận hội dưới tên gọi "Đài Bắc Trung Hoa" (Chinese Taipei).

## Quá trình đấu thầu
Vào năm 1983, Bắc Kinh và Hiroshima bày tỏ mong muốn đăng cai Đại hội Thể thao châu Á 1990. Hai thành phố này đã có các bài thuyết trình chính thức trước Hội đồng Olympic châu Á. Các đề xuất được đánh giá trong một cuộc họp của hội đồng tổ chức tại Seoul vào năm 1984, cuộc họp này đồng thời cũng nhằm kiểm tra công tác chuẩn bị cho kỳ Á vận hội sắp tới cũng như Thế vận hội Mùa hè 1988.
Cuối cùng, Bắc Kinh giành được quyền đăng cai Á vận hội 1990, trong khi đó đoàn Hiroshima – với một bản đề xuất kỹ thuật xuất sắc – đã được trao quyền đăng cai Á vận hội 1994 như một sự đền bù mang tính tiền lệ chưa từng có trước đó.
Để được chọn, một thành phố cần đạt ít nhất 34 phiếu bầu.
| Thành phố | Quốc  | Số phiếu |
| Bắc Kinh  | China | 44       |
| Hiroshima | Japan | 23       |

## Các quốc gia tham dự
Lần đầu tiên, tất cả các Ủy ban Olympic quốc gia (NOC) tham dự được gọi tên theo danh xưng chính thức của Ủy ban Olympic Quốc tế (IOC) và được sắp xếp theo mã quốc gia chính thức của IOC tại kỳ Á vận hội 1990.

Lưu ý rằng Iraq đã bị Hội đồng Olympic châu Á (OCA) đình chỉ tham gia Á vận hội do cuộc Chiến tranh vùng Vịnh, trong đó vị chủ tịch đầu tiên của OCA – ông Fahad Al-Ahmed Al-Jaber Al-Sabah – đã thiệt mạng. Iraq chỉ trở lại tranh tài tại kỳ Á vận hội Doha 2006.
| - Afghanistan - Bahrain - Bangladesh - Bhutan - Brunei - Trung Quốc - Đài Bắc Trung Hoa - Hồng Kông - Ấn Độ - Indonesia - Iran - Nhật Bản | - Kuwait - Lào - Liban - Ma Cao - Malaysia - Maldives - Mông Cổ - Myanmar - Nepal - CHDCND Triều Tiên - Oman - Pakistan | - Palestine - Philippines - Qatar - Ả Rập Xê Út - Singapore - Hàn Quốc - Sri Lanka - Syria - Thái Lan - UAE - Việt Nam - Yemen |

## Môn thi đấu
| - Bắn cung () - Điền kinh () - Cầu lông () - Bóng rổ () - Quyền anh () - Chèo thuyền () - Đua xe đạp () - Khúc côn cầu () - Đấu kiếm () | - Bóng đá () - Golf () - Thể dục dụng cụ () - Bóng ném () - Judo () - Kabaddi () - Chèo thuyền () - Sailing () - Cầu mây () | - Bắn súng () - Bóng mềm () - Bơi lội () - Bóng bàn () - Quần vợt () - Bóng chuyền () - Cử tạ () - Đấu vật () - Wushu () |

Các môn thi đấu không tổ chức
- Bóng chày  (chi tiết)

- Soft tennis  (chi tiết)

## Bảng tổng sắp huy chương
| Hạng                | NOC                     | Vàng | Bạc | Đồng | Tổng số |
| ------------------- | ----------------------- | ---- | --- | ---- | ------- |
| 1                   | Trung Quốc (CHN)        | 183  | 107 | 51   | 341     |
| 2                   | Hàn Quốc (KOR)          | 54   | 54  | 73   | 181     |
| 3                   | Nhật Bản (JPN)          | 38   | 60  | 76   | 174     |
| 4                   | CHDCND Triều Tiên (PRK) | 12   | 31  | 39   | 82      |
| 5                   | Iran (IRN)              | 4    | 6   | 8    | 18      |
| 6                   | Pakistan (PAK)          | 4    | 1   | 7    | 12      |
| 7                   | Indonesia (INA)         | 3    | 6   | 21   | 30      |
| 8                   | Qatar (QAT)             | 3    | 2   | 1    | 6       |
| 9                   | Thái Lan (THA)          | 2    | 7   | 8    | 17      |
| 10                  | Malaysia (MAL)          | 2    | 2   | 4    | 8       |
| 11                  | Ấn Độ (IND)             | 1    | 8   | 14   | 23      |
| 12                  | Mông Cổ (MGL)           | 1    | 7   | 9    | 17      |
| 13                  | Philippines (PHI)       | 1    | 2   | 7    | 10      |
| 14                  | Syria (SYR)             | 1    | 0   | 2    | 3       |
| 15                  | Oman (OMA)              | 1    | 0   | 0    | 1       |
| 16                  | Đài Bắc Trung Hoa (TPE) | 0    | 10  | 21   | 31      |
| 17                  | Hồng Kông (HKG)         | 0    | 2   | 5    | 7       |
| 18                  | Sri Lanka (SRI)         | 0    | 2   | 1    | 3       |
| 19                  | Singapore (SIN)         | 0    | 1   | 4    | 5       |
| 20                  | Bangladesh (BAN)        | 0    | 1   | 0    | 1       |
| 21                  | Myanmar (MYA)           | 0    | 0   | 2    | 2       |
| 22                  | Lào (LAO)               | 0    | 0   | 1    | 1       |
| 22                  | Ma Cao (MAC)            | 0    | 0   | 1    | 1       |
| 22                  | Nepal (NEP)             | 0    | 0   | 1    | 1       |
| 22                  | Ả Rập Xê Út (KSA)       | 0    | 0   | 1    | 1       |
| Tổng số (25 đơn vị) | Tổng số (25 đơn vị)     | 310  | 309 | 357  | 976     |